# Sidi Bou Othmane
Sidi Bou Othmane (en àrab سيدي بو عثمان, Sīdī Bū ʿUṯmān; en amazic ⵙⵉⴷⵉ ⴱⵓ ⵄⵜⵎⴰⵏ) és un municipi de la província de Rehamna, a la regió de Marràqueix-Safi, al Marroc, a 32 kilòmetres de Marràqueix. Segons el cens de 2014 tenia una població total de 9.181 persones. El 1912 hi va tenir lloc la batalla de Sidi Bou Othmane, que va comportar la incorporació de Marràqueix al Protectorat francès del Marroc.